# Bisfosfonat
Bisfosfonater (ATC-kod M05BA) är läkemedel mot bennedbrytning. Bisfosfonater hämmar de celler (osteoklaster) som skall bryta ner benmineral innan det byggs upp igen av andra celler (osteoblaster).
Bisfosfonater kan därför användas för att förebygga skador på skelettet, de kan också användas vid behandling av hyperkalcemi och i vissa fall som smärtlindring.
Läkemedlet kan ges som tablett eller intravenöst och används för behandling av sjukdomar såsom svår osteoporos, osteogenesis imperfecta, Pagets sjukdom, multipelt myelom och cancerformer som ger metastaser i benvävnad.
Exempel:
- Alendronat, exempelvis Fosamax®
- Etidronat
- Ibandronat, exempelvis Bondronat®
- Klodronat, exempelvis Bonefos®
- Pamidronat, exempelvis Pamifos®
- Risedronat, exempelvis Optinate® Septimum
- Tiludronsyra
- Zoledronsyra, exempelvis Aclasta® och Zometa®